# Lillian Asplund
Lillian Gertrud Asplund, född 21 oktober 1906 i Worcester, Massachusetts, USA, död 6 maj 2006 i Shrewsbury, var en svenskamerikansk kvinna som blev mest känd för att ha varit den sista överlevande med egna minnen från förlisningen av RMS Titanic. 
Hon var dotter till Carl Asplund och Selma Asplund, född Johansson, som ursprungligen kom från Småland, och efter att de varit i Sverige sedan 1907 återvände de till USA med Titanic 1912.
I katastrofen den 14–15 april 1912 förlorade Asplund sin far, sin tvillingbror samt ytterligare två bröder. Hennes mor och brodern Felix överlevde också. Liksom sin mor talade Lillian Asplund nästan aldrig om olyckan. Hon dog 2006 vid 99 års ålder. Efter hennes död var de enda kvarvarande överlevande Barbara West och Millvina Dean, som dock båda var under ett år gamla vid tiden för olyckan och därmed inte kom ihåg något. Efter Asplunds död såldes hennes ägodelar, bland annat hennes biljett från Titanic, på auktion.